# Islas de la Bahía (tỉnh)
Islas de la Bahía (phát âm [ˈizlaz ðe la βaˈi.a], nghĩa là quần đảo Vịnh) là một trong 18 tỉnh của Honduras. Tỉnh lị là Roatán, nằm trên hòn đảo Roatán.
Tỉnh này gồm nhiều hòn đảo với tổng diện tích bề mặt là 261 km². Dân số năm 2005 ước tính là 43.018 người. Tỉnh gồm ba khu vực địa lý riêng biệt:
1. Islas de la Bahía (với các đảo chính là Roatán, Guanaja và Útila, và một số đảo nhỏ xung quanh)
2. Cayos Cochinos, nằm về phía nam
3. Quần đảo Thiên nga, 120 km về phía bắc

## Các đô thị
Tỉnh này được chia thành 4 khu vực đô thị (municipalidades):
| Đô thị                | Miêu tả                                                                | Trung tâm  | Diện tích (km²) | Dân số thống kê năm 2001 |
| --------------------- | ---------------------------------------------------------------------- | ---------- | --------------- | ------------------------ |
| Guanaja               | đảo Guanaja                                                            | Guanaja    | 55,4            | 4.535                    |
| José Santos Guardiola | đảo đông Roatán đảo Helene, Morat, Barbaretta, JonesVille, Pigeon Cays | Oak Ridge  | 64,6            | 7.613                    |
| Roatán                | đảo tây Roatán Quần đảo Thiên nga? Cayos Cochinos                      | Coxen Hole | 91,3            | 17.425                   |
| Útila                 | đảo Útila                                                              | Útila      | 49,3            | 1.979                    |
| Islas de la Bahia     | bao gồm Quần đảo Thiên nga và Cayos Cochinos                           | Coxen Hole | 260,6           | 31.552                   |